# TOGG
Togg, сокращение Türkiye'nin Otomobili Girişim Grubu A.Ş. (англ. Türkiye's Automobile Joint Venture Group Inc.) — турецкая автомобилестроительная компания.

## История
В 2010-е годы президент Турции Реджеп Тайип Эрдоган призвал наладить в стране национальную автомобильную промышленность и начать выпускать турецкие автомобили. В 2017 году было объявлено об учреждении автомобилестроительной компании Togg и назван список её акционеров. 27 декабря 2019 года в Гебзе на фоне создания национальной «Кремниевой долины» (тур. Bilişim Vadisi) турки объявили, что разрабатывают собственный автомобиль, в который будет вложено 3,7 млрд. долларов США. Со слов президента Эрдогана, один из автомобилей — SUV, другой — седан. Первые прототипы были представлены в Италии компанией Pininfarina. Планируется возвести завод в районе Гемлик (ил Бурса).
Разработкой литий-ионных аккумуляторов занимается компания Farasis.

## Акционеры
Акционерами компании являются следующие предприятия:
- Anadolu Group[тур.] (19%)
- BMC Turkey (19%)
- Kök Grubu (19%)
- Turkcell (19%)
- Zorlu Holding[тур.] (19%)
- Союз торговых палат и товарных бирж Турции (5%)

## Завод-производитель
Для строительства завода-производителя был выбран регион Харалар в районе Гемлик ила Бурса. Завод занимает территорию 400 га и размещается в помещениях, принадлежащих вооружённым силам Турции. Место было выбрано благодаря его близкому расположению к порту, зоне свободной торговли и поставщикам ресурсов. Стоимость строительства оценивается в 22 млрд. турецких лир (около 3,7 млрд. долларов США).

## Модели
В декабре 2019 года были представлены две модели автомобиля Togg: это электромобили с дальностью хода от 300 до 500 км. Срок службы батареи составляет 8 лет, поддерживается 2-й уровень автономности.
| Имя       | Тип                | Объявлено       | Дата выпуска | Двигатель     | Изображение |
| --------- | ------------------ | --------------- | ------------ | ------------- | ----------- |
| Togg T10X | C-класс кроссовер  | 27 декабря 2019 | 2023         | Электрический |             |
| Togg T10S | C-класс седан      | 27 декабря 2019 | 2025         | Электрический |             |
| Togg T8CX | C-класс хетчбэк    | 29 октября 2022 | 2026         | Электрический |             |
| Togg T8X  | B-класс SUV        | Будет объявлено | к 2030       | Электрический |             |
| Togg 10V  | C-класс компактвэн | Будет объявлено | к 2030       | Электрический |             |

## Деятельность
В ноябре 2021 года прошли серийные испытания прототипа кроссовера сегмента SUV. Запас его хода составил 500 км. 
30 октября 2022 года начато серийное производство электромобиля-кроссовера Togg. В год планируется выпускать около 100 тыс. автомобилей. 
На март 2024 года компания получила 177 000 предварительных заказов на первую серийную модель Togg – кроссовер T10X. 
На май 2025 года компания продала 60 001 электрический внедорожник T10X. 

## Планы развития
К 2030 году планируется выпустить 1 млн электрокаров 5 моделей.
Планируется производство седанов и кросс-купе, автомобилей класса B-SUV и C-MPV.
С 2025 года поступят в продажу автомобили Togg фастбэк T10F.